# 莱奥斯
莱奥斯（西班牙語：Leoz）是西班牙纳瓦拉的一个市镇。总面积95.50平方公里，总人口220人（2022年），人口密度2.3人/平方公里。